# Billy Joel
William Martin "Billy" Joel (Nueva York, 9 de mayo de 1949) es un cantante, compositor y pianista estadounidense. Billy ha grabado muchos éxitos populares y logrado más de 40 hits desde 1973 (empezando con el sencillo "Piano Man") hasta su retiro en 1993, aunque sigue haciendo tours. Es uno de los pocos artistas de rock y pop que consiguieron éxitos en el top ten de los 70, 80 y 90. Ganador del Premio Grammy en seis ocasiones, ha vendido más de 100 millones de discos en todo el mundo y es el sexto artista con más ventas en Estados Unidos, de acuerdo con la RIAA. Ha realizado exitosas giras artísticas, algunas veces con Elton John, además de escribir y grabar música clásica. Fue incluido en el Salón de la Fama del Rock and Roll en 1999, así como también en el Salón de la Fama de los Compositores y Cantantes en 1992.

## Biografía

### Primeros años
Billy Joel primero vivía en el sur de El Bronx, en la ciudad de Nueva York, pero su familia pronto se mudó a Long Island, específicamente, al pueblo de Hicksville. Sus padres posteriormente se divorciaron, y su padre regresó a Austria. Su hermano por parte de padre, Alexander Joel, es un aclamado pianista clásico y director de orquesta en Europa.
Desde una temprana edad, Billy Joel tuvo un intenso interés en la música, especialmente la música clásica. Billy Joel comenzó sus clases de piano a los 4 años de edad y su interés por la música en vez de los deportes fue la causa de muchas discusiones y riñas en sus años de juventud. Como adolescente, Billy Joel tomó clases de boxeo que le permitieran defenderse. Peleó de forma exitosa en el circuito amateur de "Golden Gloves" durante un corto tiempo, pero abandonó el deporte tras un combate de boxeo donde se rompió la nariz.
Billy Joel estudió en la Secundaria Hicksville y se graduó en 1967. Sin embargo, no tenía los suficientes créditos en una materia de Inglés para poder graduarse; se quedó dormido el día de un examen importante debido a su estilo de vida nocturna. Teniendo que atender a cursos de verano para completar ese requerimiento, optó por no continuar. Dejó la escuela sin un diploma para iniciar su carrera de músico y aunque era aficionado al boxeo, al final se decidió por el piano. Tocó con diversos grupos que no le proporcionaron mucho éxito (como The Hassless o Attila), hasta que en 1971 grabó en Nueva York el álbum Cold Spring Harbor, que tampoco tuvo mucho éxito, pero su presentación en el Festival Mar Y Sol de Puerto Rico el 2 de abril de 1972 despertó el interés de Columbia Records, compañía con la que firmó en 1973 y de ahí alcanzó el éxito con su álbum Piano Man.

### Los 70:Piano Man,The Stranger, el estrellato y la fama

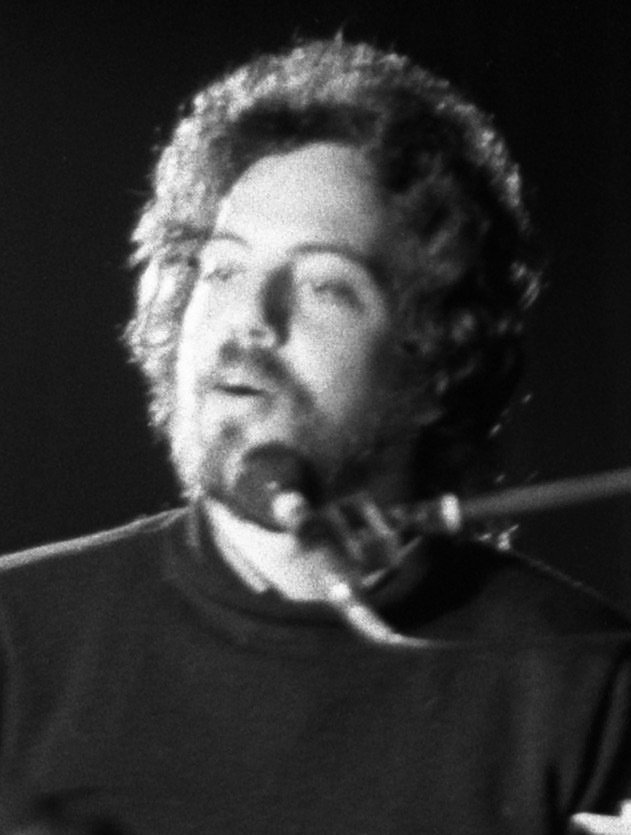
Billy Joel en 1972.

Fue en 1973 que alcanzó un gran éxito con su álbum Piano Man. Y es justamente la canción que le da nombre al álbum la que está considerada a la fecha como una de las grandes canciones del pop-rock de todos los tiempos. En 1974, estando en Los Ángeles, graba el álbum Streetlife Serenade, que incluía el éxito «The Entertainer», donde sigue abordando con diferentes matices la temática del pianista optimista, alejado de la suerte, pero que lucha y se apasiona por su vocación, en un mundo duro y competitivo, al igual que su predecesor Piano Man. En 1976 graba el álbum Turnstiles.
Pero lo mejor estaba por llegar, para este pianista compositor y cantante, ya que en 1977 el álbum The Stranger lo hizo acreedor de dos premios Grammy, primero como Mejor Disco del Año, con canciones como «Movin' Out» o «Only the Good Die Young». Además, la emblemática «Just the Way you Are» fue un éxito desde su aparición, ganadora del Grammy como mejor canción del año y escuchada en el mundo entero, siendo quizás el tema de Billy Joel con más versiones en la historia. La canción fue escrita para Elizabeth Weber, su esposa en ese entonces. Grandes cantantes como Barry White, Diana Krall y José José (que la cantó en español) la incluyeron en sus discos. El álbum está considerado dentro de los 100 mejores álbumes de la historia por la revista Rolling Stone, junto al siguiente álbum de Billy Joel, titulado 52nd Street, de fines de 1978, que cimentó su fama y éxito con baladas poderosas y armoniosas como «Honesty» o «My Life», entre otras. Este álbum ganó el Grammy a mejor interpretación vocal de un artista masculino.

### Los 80: la consagración
Durante los 80 la música de Joel cambió, de aquel rock/pop alegre, virtuoso y pegadizo, acompañado de letras que hablaban de experiencias en bares, contando historias de viajes y regresos como "Seen The Lights Gone Out On Broadway" o "New York State of Mind" hacia un estilo un tanto más romántico, introspectivo y tranquilo, sobre todo al inicio de la década. Joel tuvo que cambiar la pasividad de sus letras y de su música, que no por ser pasiva dejó de ser brillante y tuvo que adecuarse al estilo predominante de los 80, la desmesurada alegría en la sociedad explícita en las canciones de cada artista. Su álbum Glass Houses fue lanzado con un estilo rock, declarando en su momento que Billy Joel se consideraba más roquero que pianista clásico. "Don't Ask Me Why", "It's Rock and Roll to Me" y "You Maybe Right" inmediatamente escalaron las listas de popularidad. El segundo disco de Joel en los 80, The Nylon Curtain, de 1982, trata temas introspectivos y en cierto punto rayando con lo político, como las guerras, que deja ver en su tema "Goodnight Saigon", una de sus mejores canciones y que es un homenaje a aquellos soldados perdidos en la guerra de Vietnam. 
En 1983 lanzó el álbum An Innocent Man, con éxitos como "Tell Her About it" y la pegadiza "Uptown Girl". Este álbum es un tributo de Billy Joel a la música de su infancia. Billy Joel considera este como un álbum de cantantes y hace un homenaje a diferentes estilos musicales, incluyendo:
"Uptown Girl" - Un homenaje a Frankie Valli y The Four Seasons
"The Longest Time" - Un homenaje al estilo doo-wop, hecho popular a mediados de los años 50. Esta canción requirió de 14 tracks vocales, cada uno hecho por Billy Joel y juntados durante la producción. En 1985 lanza The Greatest Hits, un álbum doble recopilatorio de sus mejores éxitos de 1973 a 1985. En 1986 lanza The Bridge, que contiene canciones como la exitosa "Matter of Trust". A finales de la década, Joel volvió a cambiar su apariencia, y su música de nuevo volvió al clásico contador de historias de los 70, con sus descripciones únicas y con sus ritmos pegadizos en cada canción que escribía, y así 1989 a sus cuarenta años lanza el álbum Storm Front, de la cual el tema fue un éxito arrollador. 
"We Didn't Start the Fire" es una canción que hace referencia a los principales eventos históricos que ocurrieron en el mundo desde el momento en que Joel nació hasta que compuso la canción (desde 1949 hasta 1989). Los eventos que se nombran se mezclan con un estribillo que afirma: "Nosotros no empezamos el fuego" (We didn't start the fire). La canción fue número uno en las listas de Estados Unidos. La canción y el vídeo han sido interpretados como una contestación a las críticas hacia la generación de Joel, de parte de las que la precedieron y sucedieron, afirmando que sus protagonistas habían sido los culpables de los problemas que aquejaban al mundo en ese momento. El título de la canción, así como su estribillo, insinúan que el frenesí y la agitación con la que otros les criticaban reflejaban el estado del mundo desde tiempos remotos, mucho antes de su generación, pero que esos críticos no lo tomaban en cuenta. El mensaje contrasta fuertemente con la canción "Allentown", la cual compuso antes en su carrera, y en la que culpa a la generación de sus padres por los problemas contemporáneos.

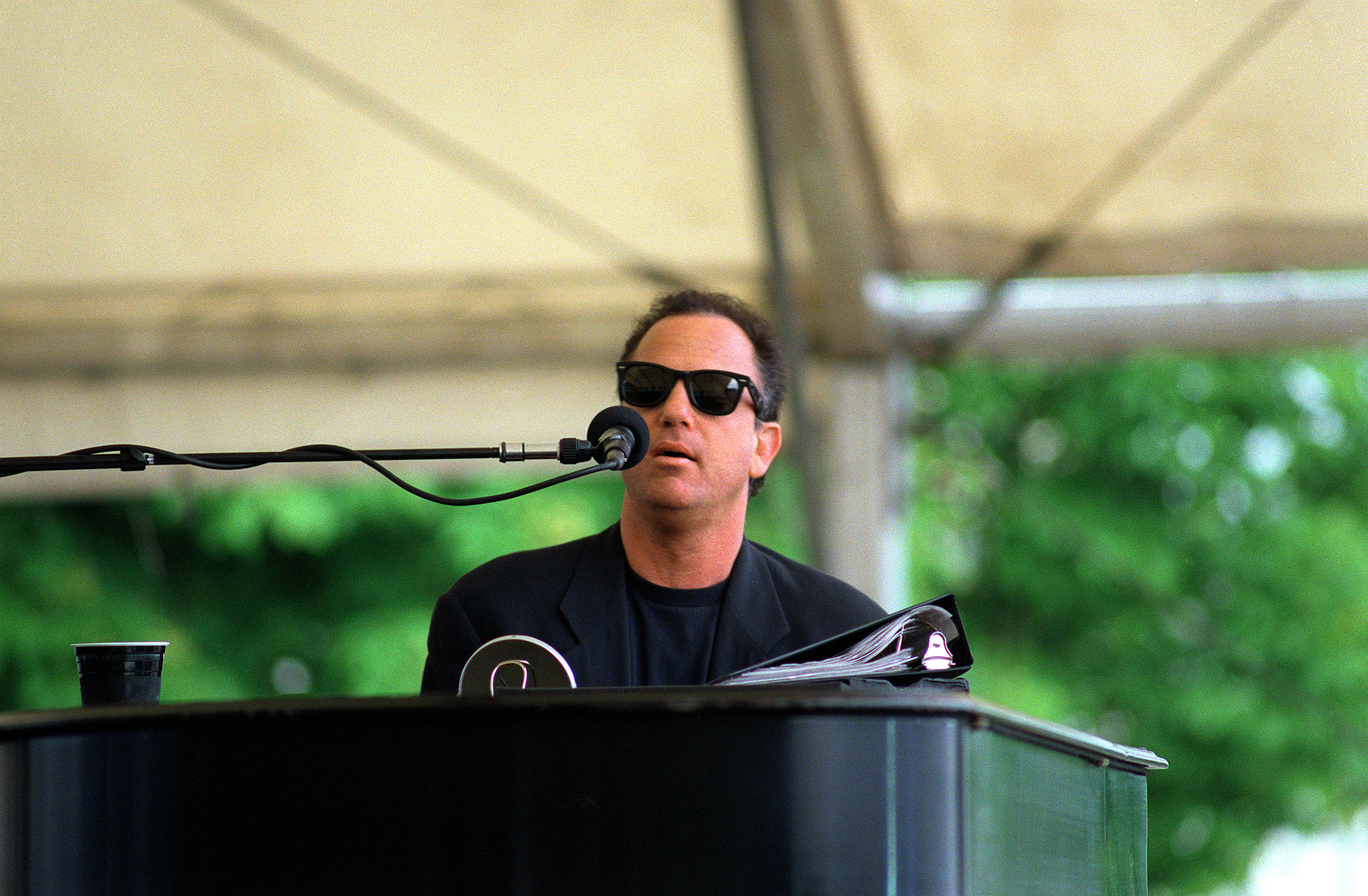
Billy Joel en 1994.

En 1992, el crédito que debía en la materia de Inglés fue dispensado por la junta de la escuela Hicksville y recibió su diploma en una ceremonia de graduación 25 años después de que dejara la escuela. En 1993 edita su duodécimo álbum, River of Dreams, donde discute temas como la fidelidad y el amor de larga duración; se rumorea que los temas de confianza y traición, particularmente en ciertas letras de la canción "All About Soul", muestran las disputas con su mánager y excuñado, Frank Weber, de quien reporta un desfalco a Billy Joel y utilización de dudosas prácticas contables para cubrirlo. Este es el último álbum pop en estudio grabado por Billy Joel; de allí en adelante se grabaron recopilaciones de grandes éxitos: Volumen III y IV, grabaciones de sus mejores conciertos, remasterizaciones, etcétera.
Se ha casado cuatro veces, entre ellas con la modelo Christie Brinkley, con la que tuvo una hija llamada Alexa Ray Joel, quien ha destacado igualmente como pianista y cantante soul.

### Su legado

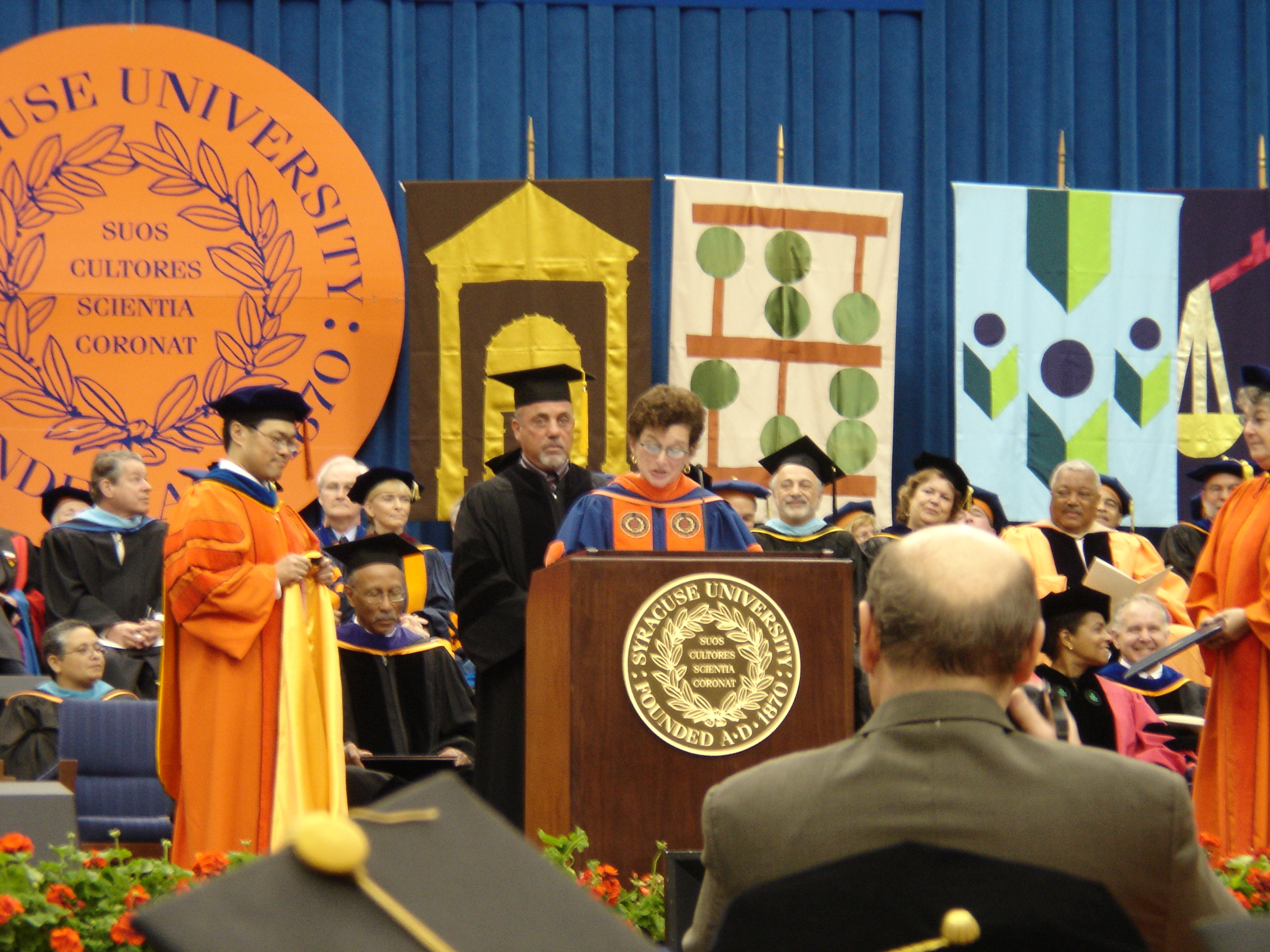
Billy Joel recibiendo un doctorado de Bellas Artes por la Universidad de Syracuse, 14 de mayo de 2006.

Billy Joel es considerado uno de los grandes cantautores de todos los tiempos, ganador de 6 Grammys en su carrera, incluyendo el Grammy Legend por su contribución a la música. Su legado en la cultura pop es solo comparable con el de otros grandes como Elton John, Paul McCartney o Frank Sinatra, con canciones que permanecerán inmortales a través de los años y que han emocionado a tres generaciones completas. Billy Joel es, ante todo, un sagaz contador de historias, un trovador popero. Su sello particular, melódicas canciones pop/rock con un toque sutil y fantástico del piano, y como letra, cualquier historia que Joel pudiera contar, que iban desde viajes, fiestas, historias amorosas y encuentros inesperados.

### Vida personal

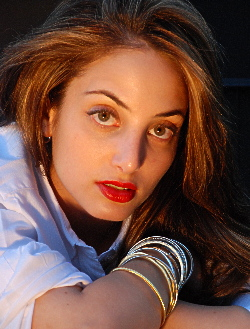
La hija de Joel, Alexa Ray Joel

Su primera mujer fue Elizabeth Weber Small. Cuando su relación comenzó, estaba casada con Jon Small, otro integrante del dúo Attila, con el que tenía un hijo. Cuando comenzó su relación con ella, Weber (temporalmente) abandonó su relación con ambos hombres. Weber y Joel se casaron en 1973 y ella se convirtió en su mánager. Las canciones "She's Got a Way" y "She's Always a Woman" fueron inspiradas en ella, como también el personaje de la camarera en "Piano Man". Se divorciaron el 20 de julio de 1982.
Joel se casó una segunda vez con la modelo Christie Brinkley, en marzo de 1985. Su hija, Alexa Ray Joel, nació el 29 de diciembre de 1985. A Alexa le fue dado el segundo nombre de Ray en honor a Ray Charles, uno de los 
ídolos de Joel. Joel y Brinkley se divorciaron el 26 de agosto de 1994.
El 2 de octubre de 2004, Joel se casó con Katie Lee, su tercera esposa. Al momento de la boda, Lee tenía 23 años y Joel 55. La hija de Joel, Alexa Ray, de entonces 18 años, fue dama de honor. La segunda mujer de Joel, Christie Brinkley, asistió a la boda y les dio sus bendiciones. El 17 de junio de 2009, anunciaron su separación.
El 4 de julio de 2015, Joel se casó por cuarta vez, con Alexis Roderick, una amazona y exejecutiva de Morgan Stanley, en su propiedad de Long Island. El Gobernador de Nueva York, Andrew Cuomo, presidió la ceremonia. La pareja lleva junta desde 2009. El 12 de agosto de 2015 nació el primer hijo de la pareja, Dell Rose Joel. La pareja tuvo una segunda hija, Remy Anne Joel, el 22 de octubre de 2017.

## Discografía

### Álbumes
- Cold Spring Harbor (1971).[36]
- Piano Man (1973)
- Streetlife Serenade (1974).[37]
- Turnstiles (1976)
- The Stranger (1977)
- 52nd Street (1978)[38]
- Glass Houses (1980)
- Songs in the Attic[39] (En vivo) (1981)
- The Nylon Curtain (1982).[40]
- An Innocent Man (1983)
- Greatest Hits, Vols. 1 & 2 (1985)[41]
- The Bridge (1986)
- КОНЦЕРТ (en vivo) (1987)[41]
- Storm Front (1989)
- River of Dreams (1993)
- Greatest Hits, Vol. 3 (1997)[42]
- The Complete Hits Collection: 1973–1997 (1997) (recopilación)
- 2000 Years: The Millennium Concert (en vivo) (2000)
- Fantasies & Delusions (2001)[41]
- Ultimate Collection (2001).[43]
- The Essential Billy Joel (2001).[27][44]
- Movin' Out.[45]
- Piano Man: The Very Best Of (2004) (recopilación)
- My Lives (2005) (recopilación)
- 12 Gardens Live (2006) (en vivo)
- Live At the Shea Stadium: The Concert (2008) (en vivo)
- Original Album Classics (2012) (recopilación)

### Sencillos
- De Piano Man.[46]
  - 1973 "Piano Man" POP #25
- De Streetlife Serenade
  - 1975 "The Entertainer" POP #34[47]
- De The Stranger
  - 1978 "Just the Way You Are" POP #3; UK #19[48]
  - 1978 "Movin' Out (Anthony's Song)" POP #17; UK #35[49]
  - 1978 "Only the Good Die Young" POP #24
  - 1978 "She's Always a Woman" POP #17 (en 1986, fue lanzado en UK, junto con "Just The Way You Are", alcanzando el #53)
- De 52nd Street[15]
  - 1978 "My Life" POP #3 (lanzamiento 1979); UK #12.[50]
  - 1979 "Big Shot" POP #19
  - 1979 "Honesty" POP #24[51]
  - 1979 "Until the Night" UK #50
- De Glass Houses[52]
  - 1980 "All for Leyna" UK #40
  - 1980 "You May Be Right" POP #7[53]
  - 1980 "It's Still Rock and Roll to Me" POP #1; UK #14
  - 1980 "Don't Ask Me Why" POP #19[54]
  - 1980 "Sometimes a Fantasy" POP #36
  - 1980 "Close To The Borderline" POP #7[55]
- De Songs in the Attic (en vivo)
  - 1981 "Say Goodbye to Hollywood" POP #17 (original de Turnstiles mayo de 1976)
  - 1982 "She's Got a Way" POP #23 (original de Cold Spring Harbor 1971, relanzado por Columbia en 1983)
- De The Nylon Curtain[56]
  - 1982 "Pressure" POP #20
  - 1983 "Allentown" POP #17[57]
  - 1983 "Goodnight Saigon" POP #66
- De An Innocent Man[58]
  - 1983 "Uptown Girl" POP #3; UK #1
  - 1983 "Tell Her About It" POP #1; UK #4,[58]
  - 1983 "An Innocent Man" POP #10; UK #8 (1984 lanzamiento)
  - 1984 "The Longest Time" POP #14;UK #25
  - 1984 "Leave a Tender Moment Alone" POP #27; UK #29 (lado A junto con "Goodnight Saigon" en UK)
  - 1985 "Keeping the Faith" POP #18,[58]
- De Greatest Hits, Vols. 1 & 2 (1973-1985)
  - 1985 "The Night Is Still Young" POP #34[59]
  - 1985 "You're Only Human (Second Wind)" POP #9
- De The Bridge[60]
  - 1986 "Modern Woman" POP #10
  - 1986 "A Matter Of Trust" POP #10; UK #52[61]
  - 1987 "Baby Grand" POP #75
  - 1987 "This Is The Time" POP #18[62]
- De Storm Front
  - 1989 "We Didn't Start the Fire" POP #1; UK #7
  - 1989 "Leningrad" UK #53
  - 1990 "I Go to Extremes" POP #6; UK #70
  - 1990 "And So It Goes" POP #37
  - 1990 "That's Not Her Style" POP #77
  - 1990 "The Downeaster Alexa" POP #57
- De Honeymoon in Vegas Soundtrack
  - 1992 "All Shook Up" UK #27
- De River of Dreams
  - 1993 "The River of Dreams" POP #3; UK #3
  - 1993 "All About Soul" POP #29; UK #32
  - 1993 "No Man's Land" UK #50
  - 1994 "Lullabye (Goodnight, My Angel)" POP #77
- De Greatest Hits Vol. 3
  - 1997 "To Make You Feel My Love" POP #50

## Filmografía
- 1988 - Oliver y su pandilla (voz)

## Tributos
- 2012 - La taberna del piano: Homenaje a Billy Joel. Disco y proyecto musical de Ramón García. España. Archivado el 14 de septiembre de 2017 en Wayback Machine.